# Dryopteris carthusiana

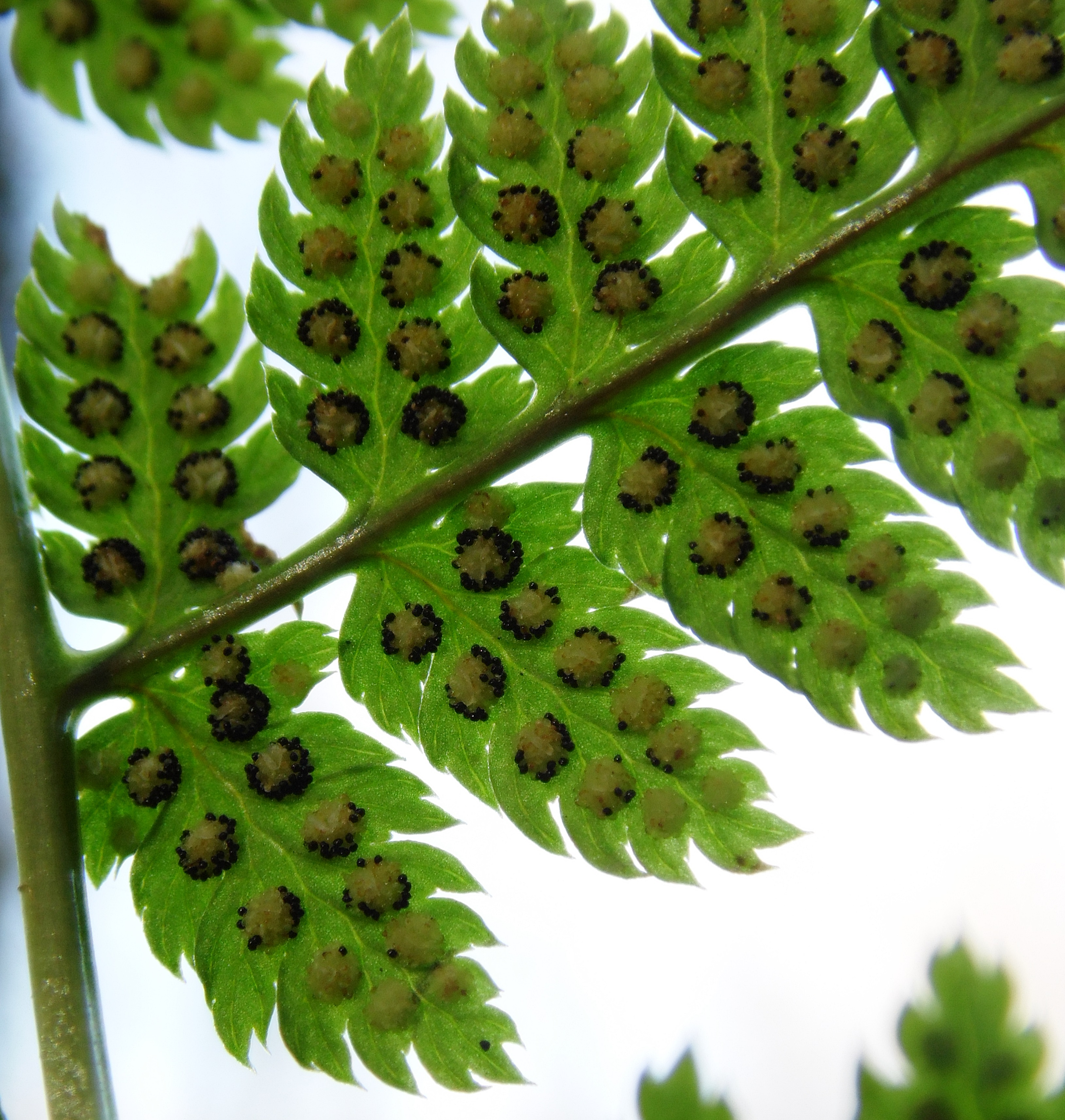
Detalle de los soros

Dryopteris carthusiana, es una especie de helecho nativo de los bosques en todo el Reino Holártico.

## Descripción
Es un tetraploide de origen híbrido, uno de los padres sería Dryopteris intermedia, y una especie desconocida, aparentemente extinta Dryopteris semicristata, que también es el presunto padre del híbrido Dryopteris cristata.
Este helecho se confunde a menudo con varias otras especies de helechos, incluidas D. intermedia, D. campyloptera, y D. expansa. Es especialmente y ampliamente compartido el hábitat de D. intermedia , pero los dos pueden ser distinguidos por el foliolo más interno en la parte inferior del pabellón auricular inferior: este foliolo es más largo que los adyacentes en D. carthusiana, pero más corta o incluso en D. intermedia . D. carthusiana es una especie de sub-árbol de hoja perenne, sus hojas sobreviven en inviernos suaves pero mueren en los duros inviernos.

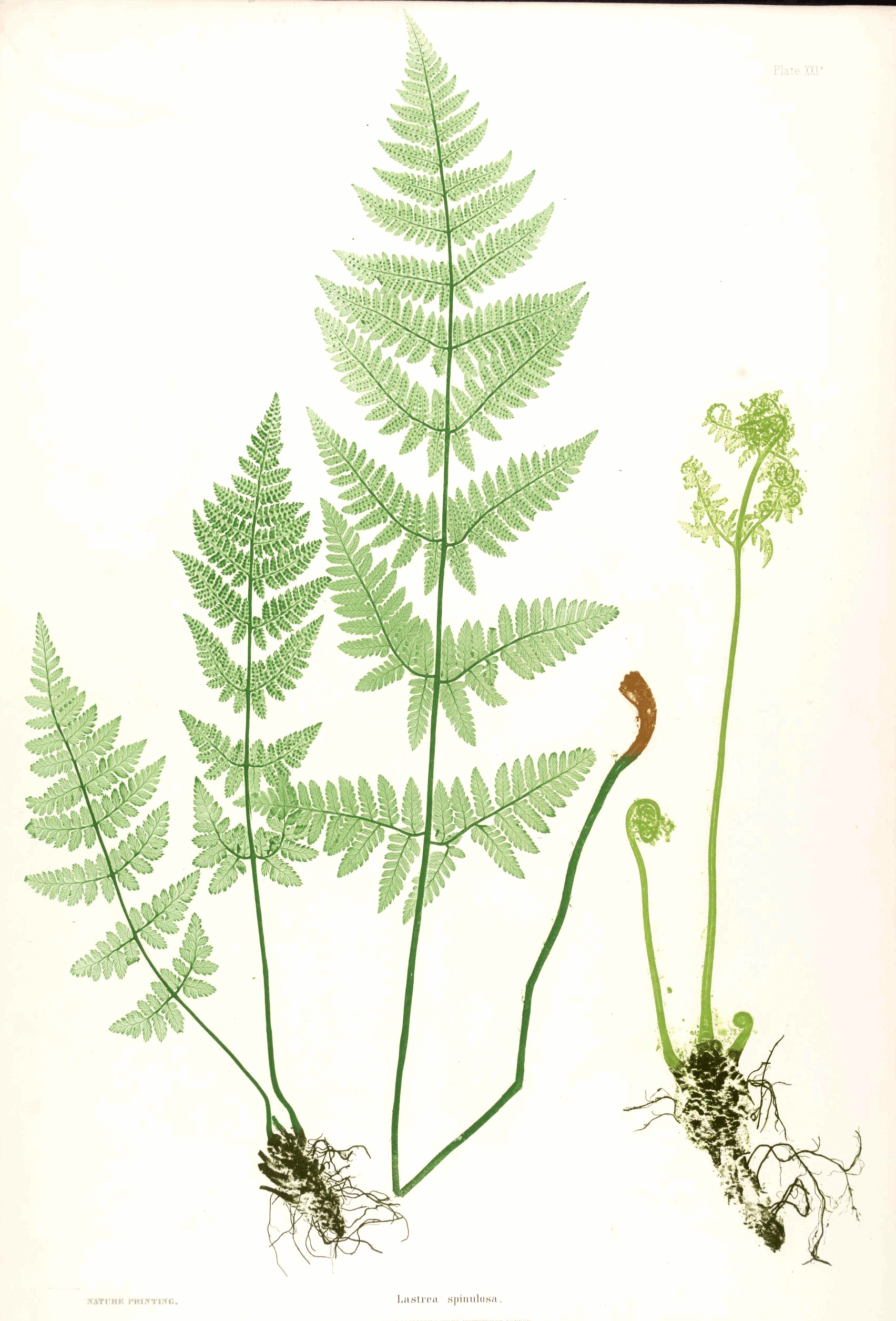
Ilustración de Dryopteris carthusiana

## Propiedades
Se usa como vermífugo, con acciones similares a Dryopteris filix-mas pero más fuertes.

## Taxonomía
Dryopteris carthusiana fue descrita por (Vill.) H.P.Fuchs y publicado en Bulletin de la Société Botanique de France 105(7–8): 339 in obs. 1959.
Etimología
Dryópteris: nombre genérico que deriva del griego dryopterís = nombre de un helecho. En Dioscórides, de helecho (gr. pterís) que nace sobre los robles (gr. drys)]
carthusiana: epíteto
Sinonimia
- Aspidium spinulosum (Retz.) Sw.
- Dryopteris austriaca var. spinulosa (O.F. Müll.) Fiori
- Dryopteris spinulosa (O.F. Müll.) Watt
- Polypodium carthusianum Vill.
- Polypodium spinulosum O.F. Müll.
- Polypodium spinulosum Retz.[3]